# Obélisque de Villeneuve-le-Comte
L'Obélisque de Villeneuve-le-Comte est situé au centre du carrefour de l'Obélisque à Villeneuve-le-Comte (Seine-et-Marne) formant une étoile à six branches parfaitement régulière, connu auparavant comme la croisée de trois chemins, situé au centre de la forêt domaniale de Crécy dont il constitue le point culminant, à 134 mètres, formé par la RN 36 (reliant Melun à Meaux), la RD 231 (depuis 1933, anciennement RD 31, reliant Lagny-sur-Marne à Provins) et la Route Pavée où passe le sentier de grande randonnée 14 (« Sentier de l'Ardenne » de Paris à Malmedy).
Il se trouve en limite de 3 communes : Villeneuve-le-Comte, Mortcerf et Dammartin-sur-Tigeaux.
L'obélisque est classé au titre des monuments historiques par arrêté du 1er octobre 1921.

Ouvrage d'art construit au XVIIIe siècle (1735) pour commémorer la rencontre de Louis XV et du duc de Brandebourg dans le rendez-vous de chasse situé à proximité. Les bas-relief qui étaient sculptés sur les faces est et ouest, représentant des symboles royaux (sceptre, main de justice) ont été vandalisés à la Révolution. Il subsiste sur la face nord un arc, un carquois et une hache, symbolisant la double vocation de cette forêt, la chasse et l'exploitation forestière, et sur la face sud un chêne sous lequel se trouvait une inscription latine, aujourd'hui disparue, dont voici une traduction proposée par Robert Martin, professeur honoraire et secrétaire général de la Société littéraire et historique de la Brie : 
« appelle la demeure de Diane Ce bois paré digne de la Déesse Et plus approprié au commerce Accédant au désir de l'acheteur Il donne la sortie aux troncs achetés Leur évitant ainsi des dommages impunis. »
En voici une autre traduction figurant sur un panneau  qui permet de mieux saisir sa signification :
« C'est un appel au cortège de Diane
Que le bois bien taillé, digne de la déesse
Et bien apte au commerce
Il s'ouvre selon le souhait de l'acheteur
Et donne aux arbres achetés
Un moyen d'échapper aux ruses impunies
Qu'il interdit »
(c'est-à-dire qu'on ne peut pas sortir en fraude des arbres achetés par un autre)
La colonne mesure environ 15 mètres de haut, surmontée d'un globe terrestre submergé par les vagues et dont surgissent 4 éclairs de foudre et une double hélice qui représenterait le rayonnement solaire. Elle est située au centre d'un cercle constitué de 15 bornes identiques. Au pied, côté sud, se trouve une plaque commémorative de la restauration de l'an 2000 sur laquelle on peut lire : 
« CE MONUMENT ERIGE EN 1735,

SOUS LE REGNE DE LOUIS XV,

A ETE RESTAURE EN L'AN 2000

ET INAUGURE LE 26 mai

PAR MONSIEUR CYRILLE SCHOTT,

PREFET DE SEINE ET MARNE. »
Ce monument est référencé dans un ouvrage publié en 1930 par Fulcanelli, intitulé Les Demeures philosophales. Selon lui, ce serait un monument porteur d’une terrible symbolique (la destruction du monde par l'eau et le feu), un monument essentiel pour les amateurs d’ésotérisme et passionnés d’alchimie. Le livre de Fulcanelli est illustré par un dessin de l'artiste français Jean Julien Champagne (1877-1932) représentant l'obélisque (planche XLII).
Il existe un projet d'aménagement du carrefour de l'Obélisque, afin de fluidifier le trafic.
À proximité, se trouve une mare dont les abords sont aménagés en aire de pique-nique, l'aire de l'Obélisque.
L’artiste français Invader y a apposé l’une de ses œuvres (PA_1234 - 30 points).
La forêt aux alentours est un lieu de prostitution de la région parisienne.

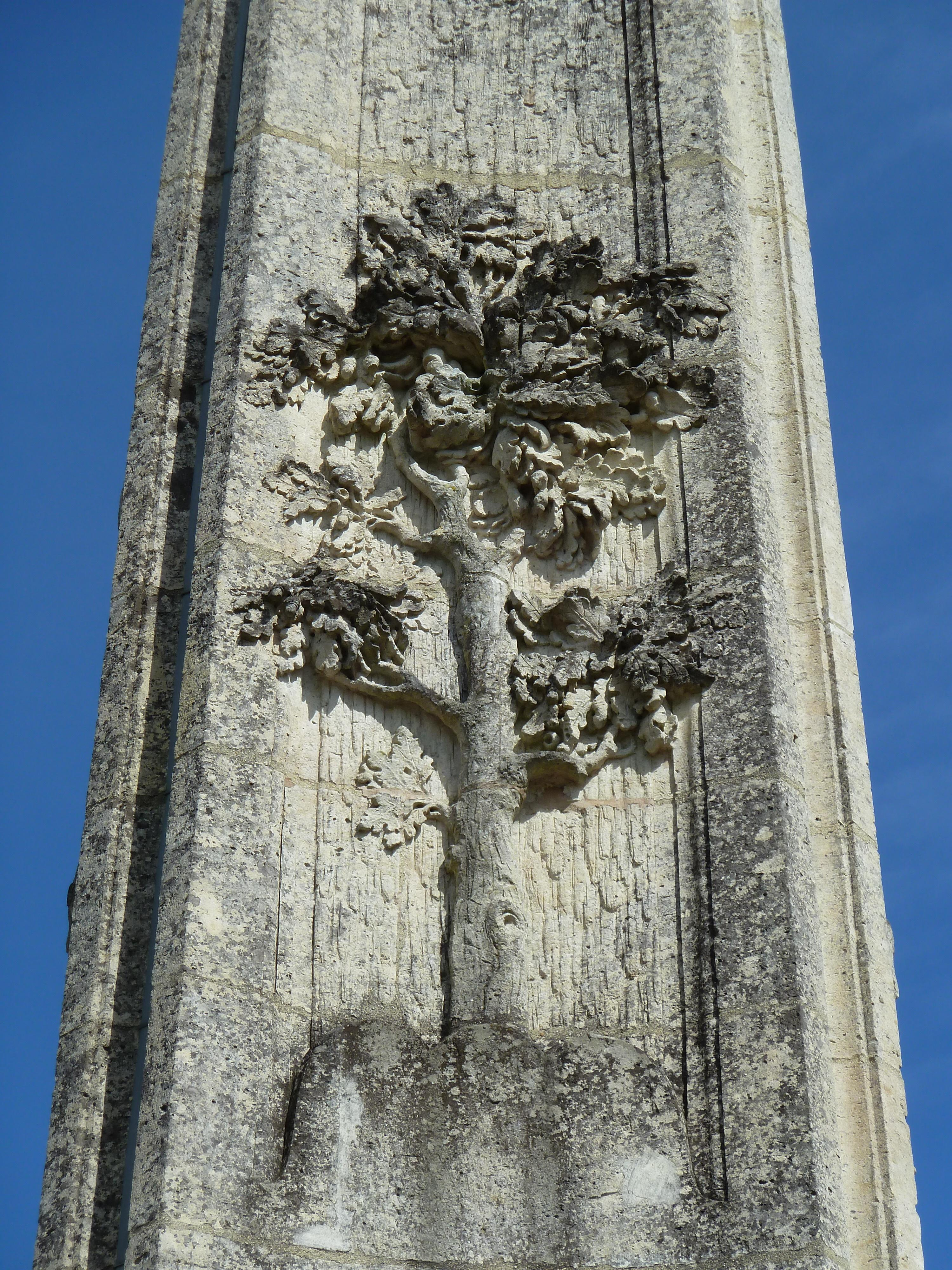
Face sud ornée d'un chêne.
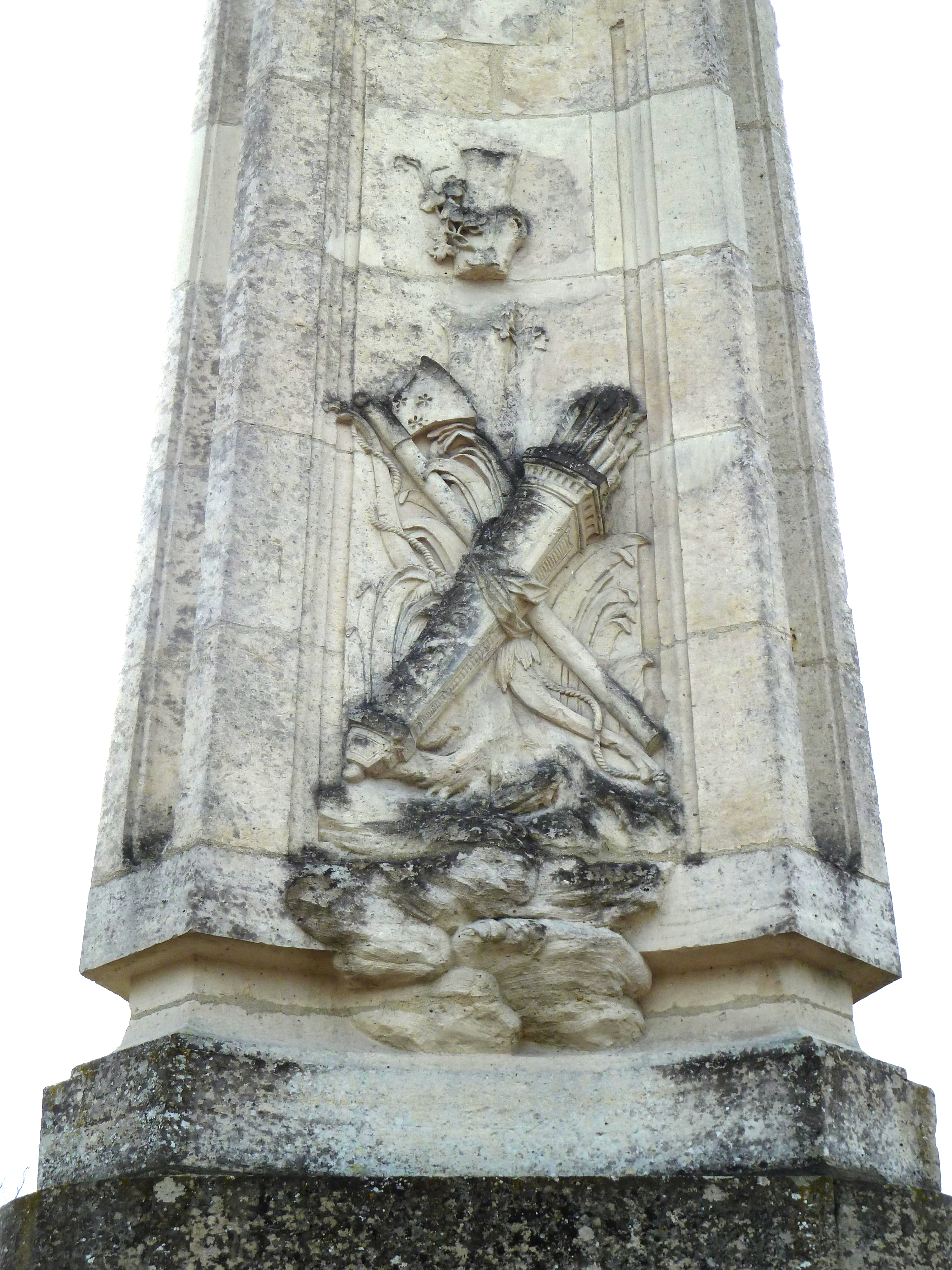
Face nord avec arc, carquois et hache.
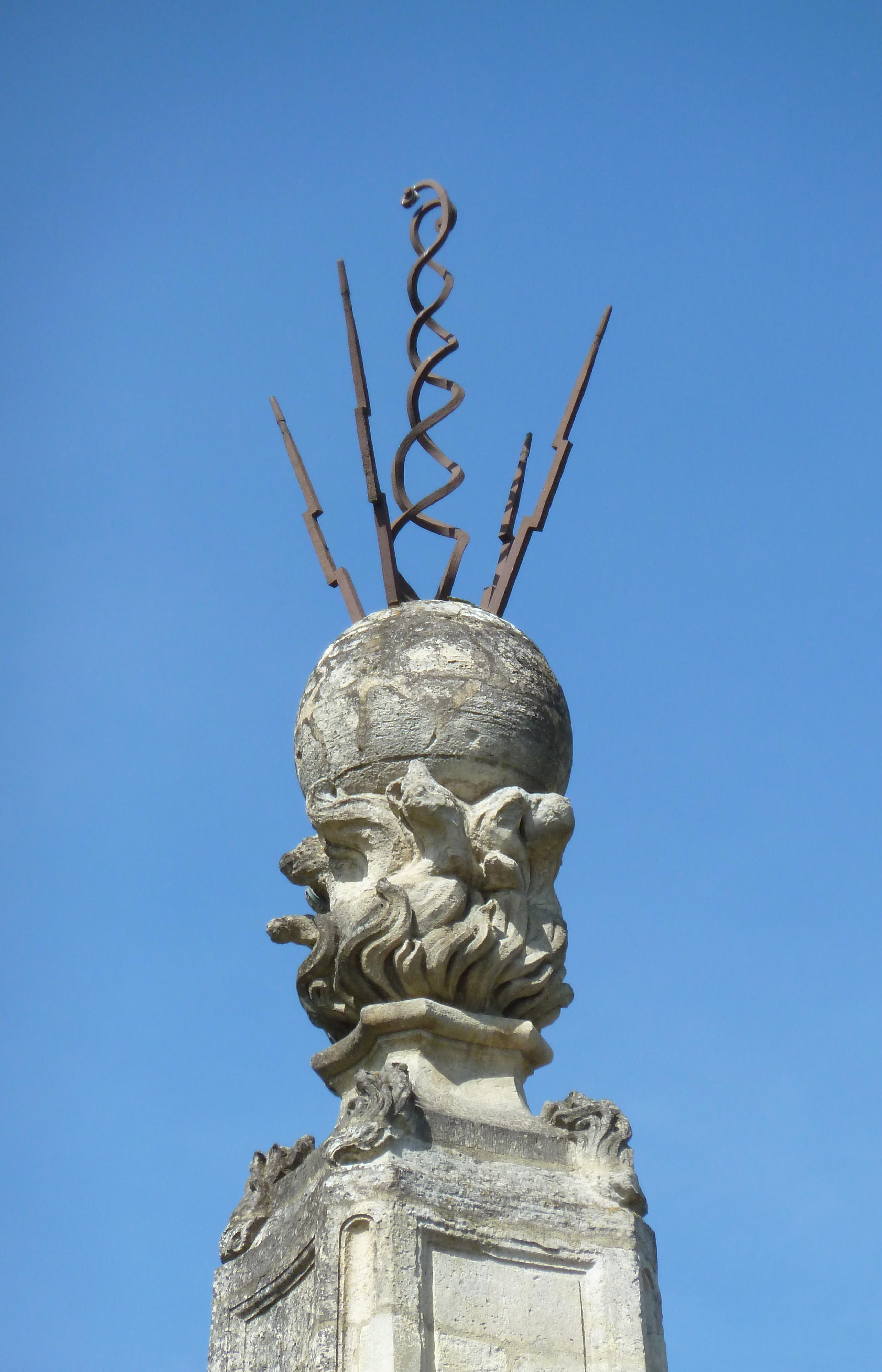
Sommet.
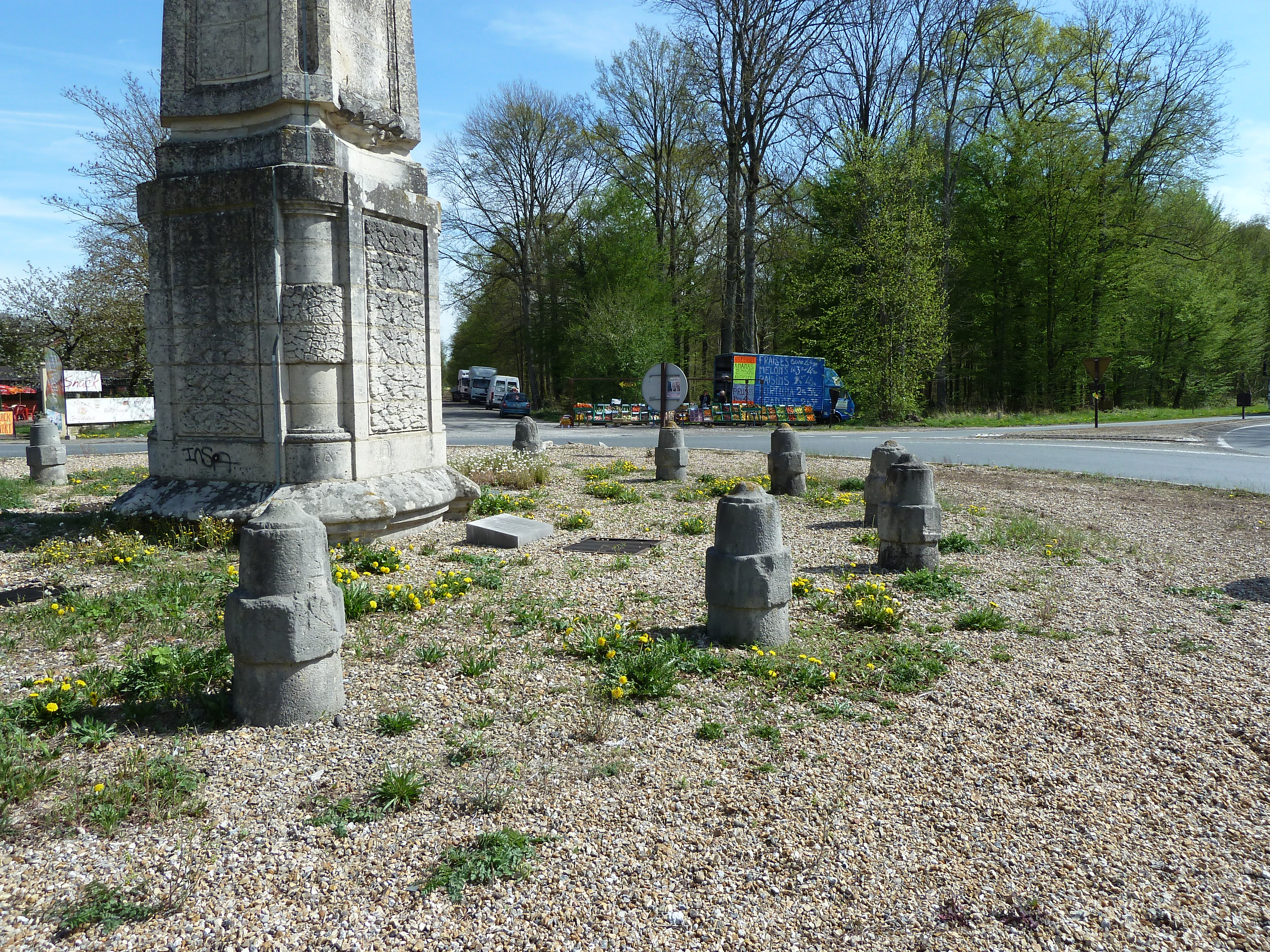
Bornes et plaque, côté sud.
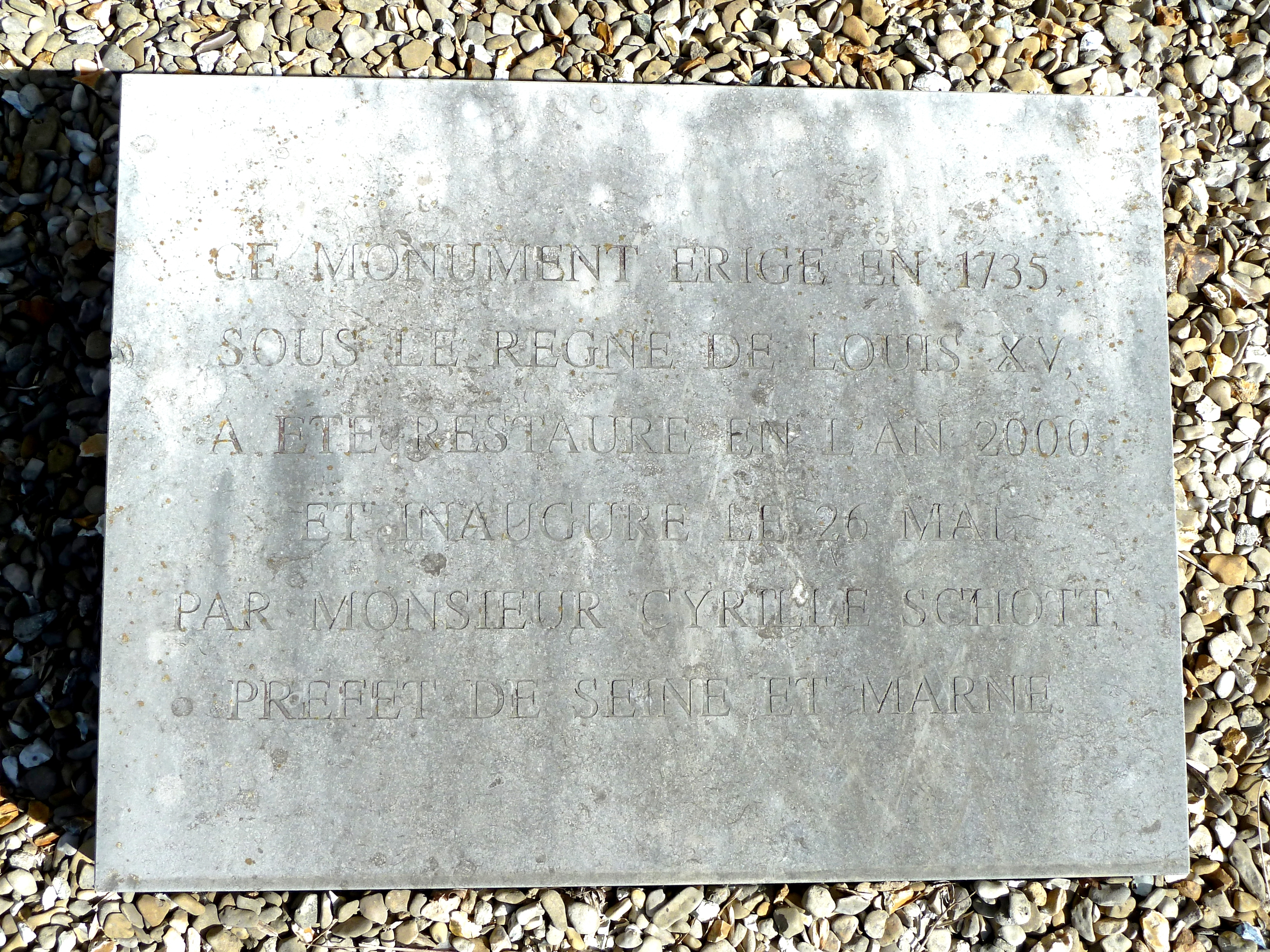
La plaque commémorative.
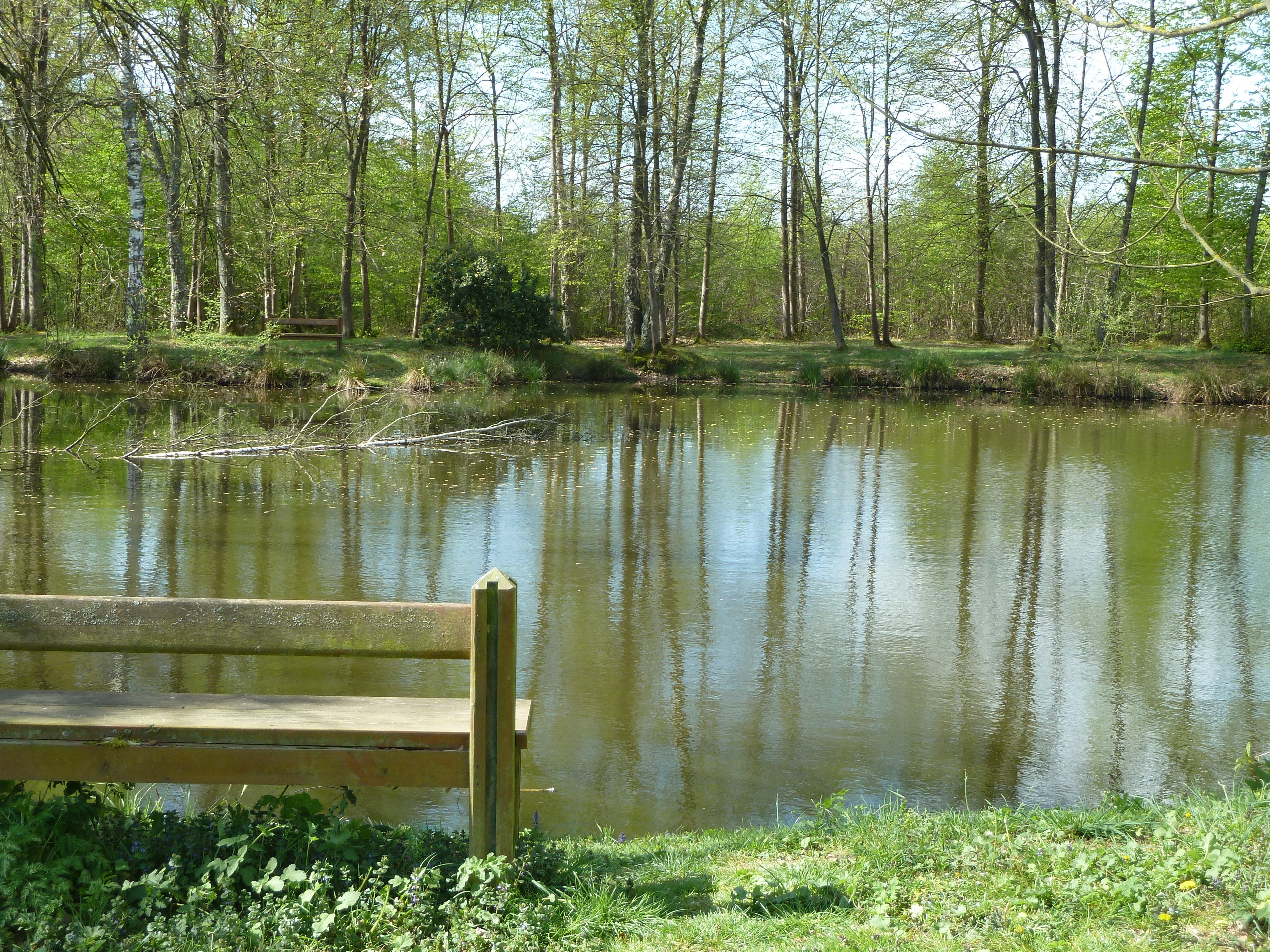
La mare.